# Bieg długodystansowy

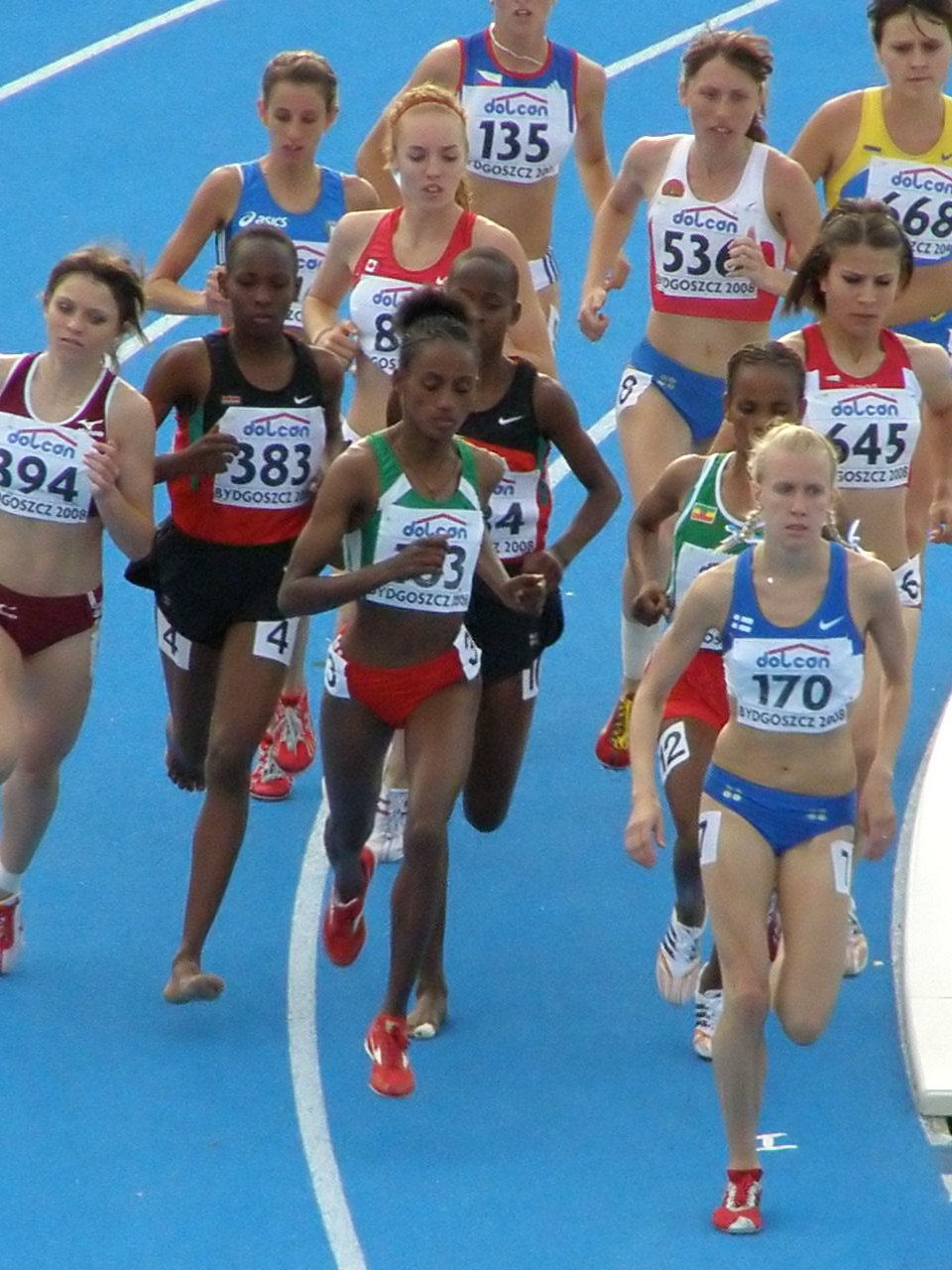
Bieg długodystansowy kobiet na 3000 m z przeszkodami na Mistrzostwach Świata Juniorów w Lekkoatletyce 2008 w Bydgoszczy

Bieg długodystansowy – biegi lekkoatletyczne na dystanse równe bądź dłuższe niż 3000 metrów.
Dystansami olimpijskimi są:
- bieg na 5000 metrów
- bieg na 10 000 metrów
- bieg maratoński
- bieg na 3000 metrów z przeszkodami.

Dodatkowo rozgrywa się zawody w półmaratonach.
Zawodnicy biegający długie dystanse wykonują podczas startu przede wszystkim pracę tlenową. Głównym środkiem treningowym długodystansowca jest wytrzymałość biegowa, podparta wytrzymałością szybkościową. Bieg długodystansowy może odbywać się zarówno na stadionie, jak i na ulicy w postaci biegów ulicznych, często nie gorzej nagradzanych, gdzie nie ma żadnego ograniczenia co do dystansu.